# Saint-Rieul
Pour les articles homonymes, voir Saint Rieul.
Saint-Rieul [sɛ̃ʁijœl] est une commune française située dans le département des Côtes-d'Armor en région Bretagne.

## Géographie
|       | Lamballe-Armor |           |
| Noyal | Saint-Rieul    | Plédéliac |
|       | Plestan        |           |

### Hydrographie
Pour un article plus général, voir Réseau hydrographique des Côtes-d'Armor.
La commune est située dans le bassin Loire-Bretagne. Elle est drainée par le Gast,.

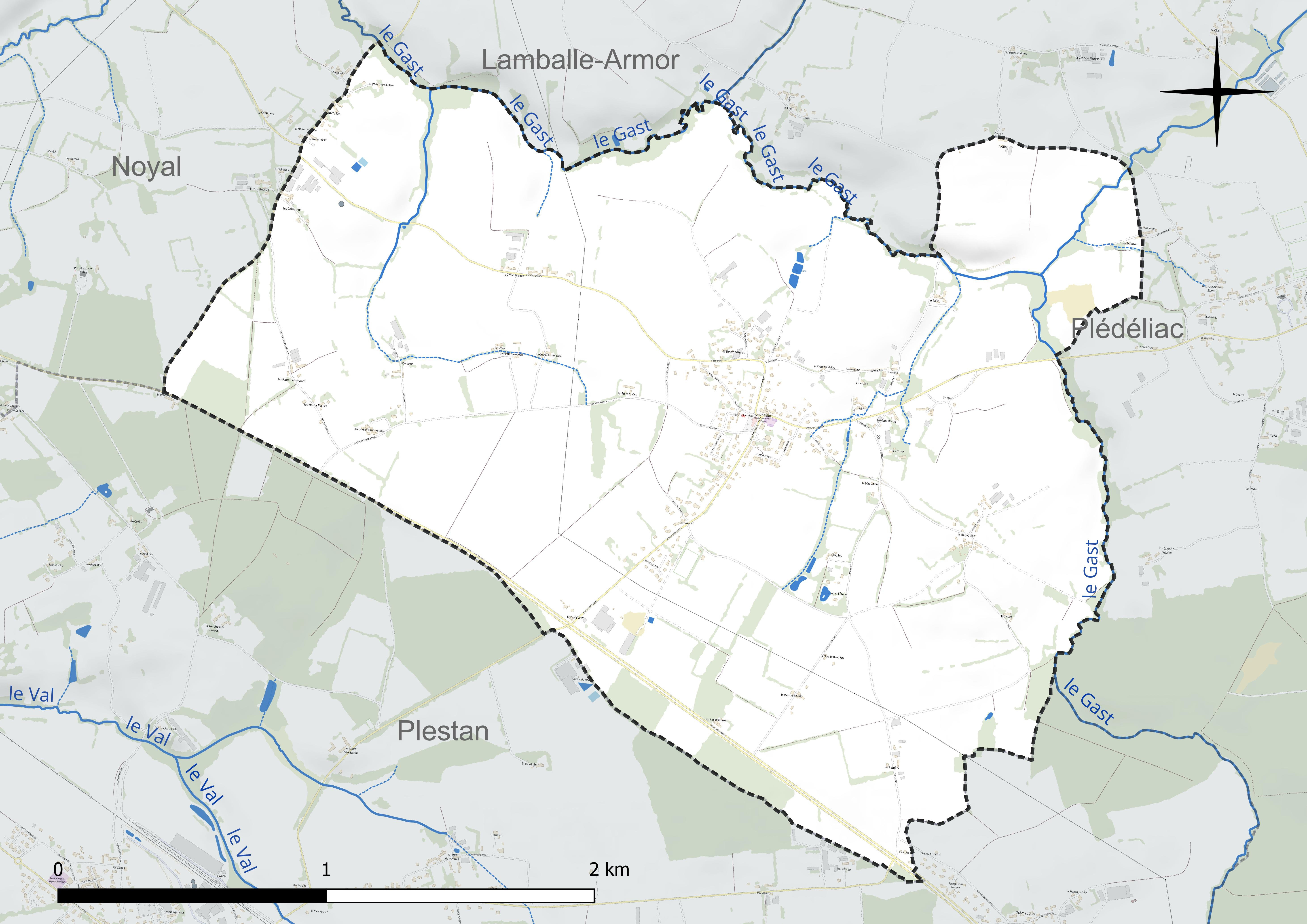
Réseau hydrographique de Saint-Rieul.

### Climat
Pour des articles plus généraux, voir Climat de la Bretagne et Climat des Côtes-d'Armor.
En 2010, le climat de la commune est de type climat océanique franc, selon une étude du CNRS s'appuyant sur une série de données couvrant la période 1971-2000. En 2020, Météo-France publie une typologie des climats de la France métropolitaine dans laquelle la commune est exposée à un climat océanique et est dans la région climatique  Finistère nord, caractérisée par une pluviométrie élevée, des températures douces en hiver (6 °C), fraîches en été et des vents forts. Parallèlement l'observatoire de l'environnement en Bretagne publie en 2020 un zonage climatique de la région Bretagne, s'appuyant sur des données de Météo-France de 2009. La commune est, selon ce zonage, dans la zone « Intérieur  », exposée à un climat médian, à dominante océanique.  
Pour la période 1971-2000, la température annuelle moyenne est de 11,3 °C, avec  une amplitude thermique annuelle de 11,5 °C. Le cumul annuel moyen de précipitations est de 731 mm, avec 12,4 jours de précipitations en janvier et 6,5 jours en juillet. Pour la période 1991-2020, la température moyenne annuelle observée sur la station météorologique la plus proche, située sur la commune de Quintenic à 8 km à vol d'oiseau, est de 11,6 °C et le cumul annuel moyen de précipitations est de 769,8 mm,. Pour l'avenir, les paramètres climatiques de la commune estimés pour 2050 selon différents scénarios d’émission de gaz à effet de serre sont consultables sur un site dédié publié par Météo-France en novembre 2022.

## Urbanisme

### Typologie
Au 1er janvier 2024, Saint-Rieul est catégorisée commune rurale à habitat dispersé, selon la nouvelle grille communale de densité à 7 niveaux définie par l'Insee en 2022.
Elle est située hors unité urbaine et hors attraction des villes,.

### Occupation des sols
L'occupation des sols de la commune, telle qu'elle ressort de la base de données européenne d’occupation biophysique des sols Corine Land Cover (CLC), est marquée par l'importance des territoires agricoles (89,9 % en 2018), une proportion sensiblement équivalente à celle de 1990 (89,6 %). La répartition détaillée en 2018 est la suivante : 
terres arables (75,1 %), prairies (11,1 %), zones urbanisées (8,2 %), zones agricoles hétérogènes (3,7 %), forêts (1,9 %). L'évolution de l’occupation des sols de la commune et de ses infrastructures peut être observée sur les différentes représentations cartographiques du territoire : la carte de Cassini (XVIIIe siècle), la carte d'état-major (1820-1866) et les cartes ou photos aériennes de l'IGN pour la période actuelle (1950 à aujourd'hui).

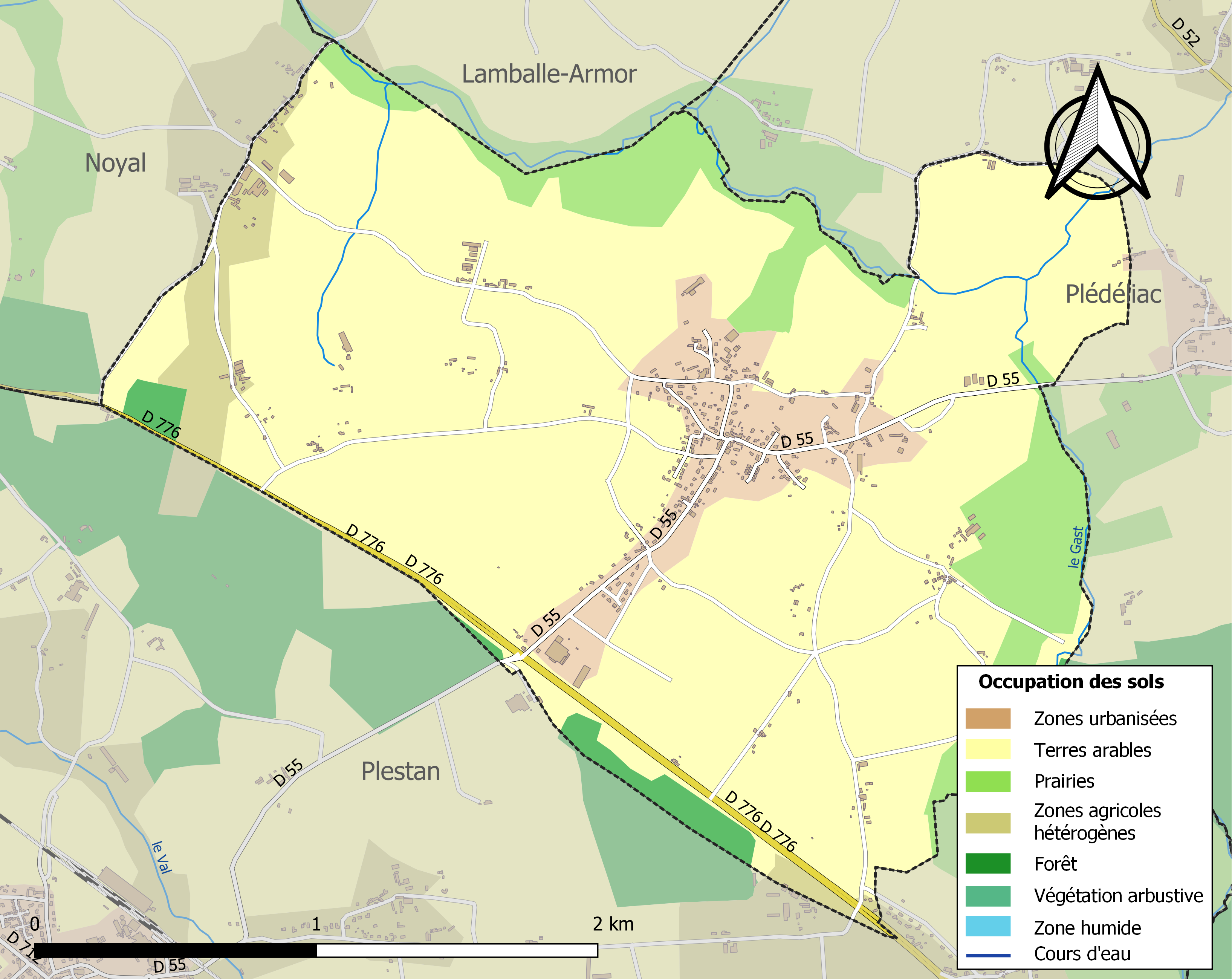
Carte des infrastructures et de l'occupation des sols de la commune en 2018 (CLC).

## Toponymie
Le nom de la localité est attesté sous les formes Sanctus Riocus en 1238 et en 1251, Parochia Sancti Rioci en 1255, Saint Riou en 1297, Saint Riouc en 1298, Saint Rio en 1427, Saint Rio en 1440, Sainct-Rieu en 1480, Saint Rieuc en 1535, Sainct-Ryeu en 1536, Saint-Rieu au XVIIe siècle et Sant-Rieul ou Saint-Rieu au XVIIIe siècle.
Le nom de la commune viendrait de saint Rioc, un disciple de saint Guénolé.

## Histoire

### LeXXesiècle

#### Les guerres duXXesiècle
Le monument aux morts porte les noms des 13 soldats tombés au champ d'Honneur, tous morts durant la Première Guerre mondiale.

## Politique et administration
| Période                                  | Période     | Identité                | Étiquette | Qualité                                                                       |
| ---------------------------------------- | ----------- | ----------------------- | --------- | ----------------------------------------------------------------------------- |
| Les données manquantes sont à compléter. |             |                         |           |                                                                               |
| mars 1977                                | juin 1995   | Jean-Baptiste Carfantan |           | Artisan électricien Premier adjoint au maire (1971 → 1977)                    |
| juin 1995                                | 27 mai 2020 | Daniel Gesbert          | DVD       | Retraité agricole                                                             |
| 27 mai 2020                              | En cours    | Catherine Drezet        |           | Employée administrative 5e vice-présidente de Lamballe Terre et Mer (2020 → ) |

## Démographie
L'évolution du nombre d'habitants est connue à travers les recensements de la population effectués dans la commune depuis 1793. Pour les communes de moins de 10 000 habitants, une enquête de recensement portant sur toute la population est réalisée tous les cinq ans, les populations de référence des années intermédiaires étant quant à elles estimées par interpolation ou extrapolation. Pour la commune, le premier recensement exhaustif entrant dans le cadre du nouveau dispositif a été réalisé en 2007.

En 2022, la commune comptait 548 habitants, en stagnation par rapport à 2016 (Côtes-d'Armor : +1,78 %, France hors Mayotte : +2,11 %).
| 1793 | 1800 | 1806 | 1821 | 1831 | 1836 | 1841 | 1846 | 1851 |
| ---- | ---- | ---- | ---- | ---- | ---- | ---- | ---- | ---- |
| 301  | 278  | 308  | 335  | 350  | 355  | 345  | 358  | 378  |

| 1856 | 1861 | 1866 | 1872 | 1876 | 1881 | 1886 | 1891 | 1896 |
| ---- | ---- | ---- | ---- | ---- | ---- | ---- | ---- | ---- |
| 364  | 374  | 399  | 406  | 409  | 442  | 439  | 418  | 415  |

| 1901 | 1906 | 1911 | 1921 | 1926 | 1931 | 1936 | 1946 | 1954 |
| ---- | ---- | ---- | ---- | ---- | ---- | ---- | ---- | ---- |
| 409  | 398  | 385  | 323  | 329  | 310  | 323  | 284  | 277  |

| 1962 | 1968 | 1975 | 1982 | 1990 | 1999 | 2006 | 2007 | 2012 |
| ---- | ---- | ---- | ---- | ---- | ---- | ---- | ---- | ---- |
| 307  | 306  | 281  | 312  | 344  | 328  | 402  | 412  | 510  |

| 2017 | 2022 | - | - | - | - | - | - | - |
| ---- | ---- | - | - | - | - | - | - | - |
| 550  | 548  | - | - | - | - | - | - | - |

## Lieux et monuments

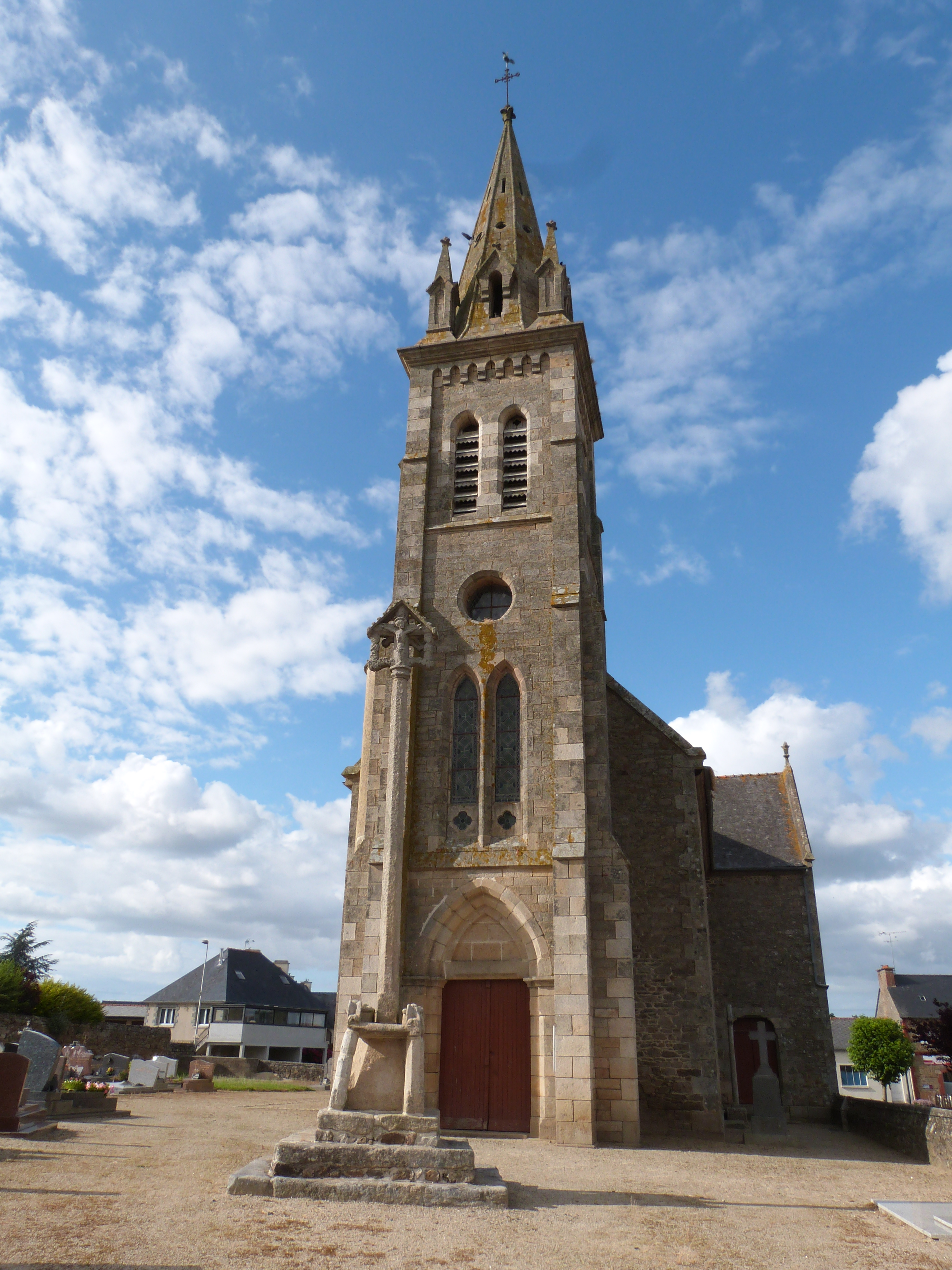
L'église Saint-Laurent.

- Église Saint-Laurent.